# Argostemma klossii
Argostemma klossii är en måreväxtart som beskrevs av Henry Nicholas Ridley. Argostemma klossii ingår i släktet Argostemma och familjen måreväxter. Inga underarter finns listade i Catalogue of Life.